# Lerchenberg (Moguncja)
Lerchenberg, Mainz-Lerchenberg – okręg administracyjny Moguncji, w Niemczech, w kraju związkowym Nadrenia-Palatynat. W czerwcu 2024 roku okręg zamieszkiwało 6766 osób.